# Maynas (tỉnh)
Tỉnh Maynas (tiếng Tây Ban Nha: Provincia de Maynas) là một tỉnh thuộc vùng Loreto của Peru. Tỉnh Maynas có diện tích 128333 km², dân số thời điểm theo điều tra dân số ngày 11 tháng 7 năm 1993 là 393496 người. Tỉnh lỵ đóng ở Iquitos.